# Era Stalin
A União Soviética entre 1924 e 1953 (a chamada Era Stalin ou Era Stalinista) foi denominado Josef Stalin, muitas vezes descrito como um estado totalitário, modelado por um líder que tinha todos os poderes, e que buscava reformar a sociedade soviética, com planejamento econômico agressivo, em especial, com uma varredura da coletivização da agricultura e do desenvolvimento do poder industrial. Ele também construiu uma enorme burocracia, o que sem dúvida foi responsável por milhões de mortes como resultado de vários expurgos e esforços de coletivização. Durante seu tempo como líder da URSS, Stalin fez uso frequente de sua polícia secreta, gulags e poder quase ilimitado, para remodelar a sociedade soviética.
A subida ao poder definitivo de Joseph Stalin, como secretário-geral do Partido Comunista da União Soviética ou "Gensek" entre 1922 e 1929, marcou o início de uma transformação radical da sociedade soviética. Em alguns anos, a face da União Soviética mudou radicalmente pela coletivização de terras e pela rápida industrialização realizada pelos muitos ambiciosos planos quinquenais.
Esta política tem como resultado milhões de mortes devido à queda dramática da qualidade de vida dos cidadãos e abriu um longo reinado de terror e traição, marcada em particular pelo Grande Expurgo e por uma grande expansão dos campos de trabalho forçado dos Gulags. Além disso, essa política vai tornar a União Soviética, após a sua vitória contra os invasores nazistas, na segunda superpotência mundial. Toda a sua história posterior, desde a morte de Stalin (1953) até sua dissolução em 1991 - a administração da URSS consistirá na pesada herança da era stalinista.
A II Guerra Mundial, conhecida como "A Grande Guerra Patriótica" na União Soviética, devastou grande parte da URSS, com cerca de uma em cada três mortes, sendo um cidadão da União Soviética. Após a II Guerra Mundial, os exércitos da União Soviética ocuparam a Europa Oriental, aonde os governos comunistas chegaram ao poder no Bloco do Leste, enquanto os Estados Unidos mantiveram sua influência na Europa Ocidental, onde os governos capitalistas foram estabelecidos. A Guerra Fria que se seguiu, a URSS e os Estados Unidos lutaram indiretamente pela influência mundial.

## História geral do período

### A Sucessão de Lenin
Com a morte de Lenin, em 1924, os bolcheviques exerceram o poder que desencadeou a guerra civil russa (1918-1920) e gerou a fome (1921-1922). Com efeito, a União das Repúblicas Socialistas Soviéticas, proclamada em 1922, foi conduzida por um único partido: o Partido Bolchevique, cujo secretário-geral do Comitê Central era Stalin desde 3 de Abril de 1922.
Mesmo antes da morte de Lenin, já havia surgido tensões no seio do partido, pois este já estava afastado do poder desde 1922 e estava em estado crítico de saúde. Stalin ocupou-se então, de afastar do poder, Leon Trotsky, seu principal rival, acusado de "revisionismo anti-bolchevique". Para isso, beneficiou-se da introdução do centralismo democrático em março de 1921.
Após a morte de Lenin, em 21 de janeiro de 1924, Stalin assumiu o controle da recém-fundada União Soviética e o comitê central do Partido Comunista da União Soviética (PCUS) (bolchevique) decidiu manter em segredo o famigerado e polêmico "testamento político de Lenin", escrito em março de 1923, pelo qual Lenin recomendava que Stalin e os seus subordinados fossem imediatamente afastados da sede do poder central em Moscovo, mas não designando um sucessor. As variadas discussões e disputas internas entre as diferentes facções do partido levaram ao fortalecimento dos Stalinistas.
As divergências entre a oposição e o "centro" (a facção de Stalin) era a questão do desenvolvimento industrial na União Soviética. Trotsky e a "esquerda" eram à favor de uma rápida industrialização porque a consideravam ameaçada de "restauração capitalista" em virtude do seu isolamento internacional e do desenvolvimento interno de "forças burguesas" (camponeses ricos e empreendedores privados e comerciantes chamados NEPmen). Nikolai Bukharin e a "direita" se opõem por medo das consequências da industrialização muito rápida do país sobre os camponeses, que formavam a maioria esmagadora da população. Portanto preferiam a continuação da Nova Política Econômica e um lento e progressivo desenvolvimento, especialmente porque o declínio da onda revolucionária na Europa, segundo eles, condenou-os a fazer o "socialismo em um só país", longe das ambições de uma revolução mundial pregadas por Trotsky e seus partidários.
A Oposição de Esquerda liderada por Trotsky denunciou a crescente burocratização do regime diretamente representado por Stalin e sua responsabilidade e de seus aliados no fracasso das Revoluções Alemã (outubro de 1923) e da China (1927), e do fracasso da greve geral na Inglaterra (1925-1926). Com efeito, mais do que meio milhão de adeptos contavam no Partido Bolchevique, em 1923, menos de 10.000 participaram das discussões anteriores a outubro de 1917.  Sua base social mudou consideravelmente desde a revolução e não tinha mais que 9,5% membros dos trabalhadores, levando a oposição da esquerda a desenvolver o slogan: "Quarenta mil membros do partido seguram o martelo, quatrocentos mil a carteira." O "clã" de Stalin rapidamente realizou esta nova casta de apparatchik para isolar a "Velha Guarda Bolchevique", esmagada por uma guerra civil.
Uma luta brutal eclodiu no interior do Partido Comunista Soviético (PCUS), marcada por violência e intimidação. Stalin apoiou à direita e  e reprimiu severamente a esquerda. Trotsky foi removido do poder gradualmente: foi retirado do governo desde 1925, excluindo do partido no XV Congresso (1927), relegado para a Ásia Central e, em seguida, exilado da União Soviética, em janeiro de 1929. Seus partidários foram presos e deportados aos milhares em toda a União Soviética, alguns aderiram e fizeram a sua "autocrítica".
Paradoxalmente, depois de 1929, Stalin assumiu e incluiu a radicalização da política de industrialização anteriormente elogiada por Trotsky (mesmo se o contexto econômico fosse diferente). Voltou-se contra a direita e eliminou responsabilidades de Nikolai Bukharin e Alexei Rykov (1928-29).
Em 1928, tornou-se o líder supremo do país e a celebração do seu 50º aniversário em 18 de dezembro daquele mesmo ano, marcou a estreia de um culto em torno de sua pessoa. Estabeleceu sua ditadura em nome da construção de um "socialismo em um só país". Retomou a Nova Política Econômica e deixou de ser gentil com os camponeses. No final de 1929, lançou a sua iniciativa de uma "liquidação dos kulaks como classe" e "industrialização acelerada": a "Grande Viragem" tinha começado.

## A "Grande Viragem" (1929-1934) e suas consequências
A meta de Stalin não era apenas para construir uma sociedade sem classes, uma meta do comunismo, mas também tratou de abastecer mais rápido as cidades, centros do poder bolchevique, quando a "crise da cultura" (1927-1929) obrigou a restaurar o racionamento urbano e demonstrou a fragilidade do poder. Além disso, ele tentou industrializar a União Soviética o mais rapidamente possível, extraindo recursos necessários do campo, para modernizar o país e torná-lo capaz de enfrentar os países capitalistas no caso de uma guerra.

### Coletivização de terras
Em 1929, Stalin também ordenou a coletivização de terras (na prática, uma nacionalização) e a "liquidação dos kulaks como classe". A propriedade privada foi abolida, os terrenos e os meios de produção dos camponeses foram reunidos nos Kolkhoz e nos Sovkhoz. Antes desta medida, a resistência foi considerável: mais que deixar seus bens para o Estado, os kulaks ou pretendidos como tais queimaram suas colheitas e mataram seu gado (1930-1932). Algumas regiões foram presas de verdadeiros levantes armados, em que a autoridade do partido único foi seriamente desestabilizada por algum tempo: alguns ativistas e funcionários locais tomaram frente com os seus concidadãos.
A resistência foi quebrada pela violência. Somente em 1929, 1300 revoltas camponesas foram esmagadas. Em março de 1930, Stalin concordou com um revés: o seu artigo "A vertigem do êxito", apareceu no Pravda, autorizava as despesas dos Kolkhoz, que são esvaziados de uma vez. Mas apenas a colheita anual foi assegurada, batalhões de voluntários recrutados nas cidades partiram violentamente de assalto ao campo. A imprecisão perigosa no conceito de "kulak" autorizou todo tipo de arbitrariedade: é finalmente considerado kulak todos os oponentes reais ou imaginários da coletivização.
Em poucos anos, 400.000 famílias de kulaks ou alegados como tal, foram rapidamente deportados para a Sibéria em condições terríveis, e abandonados à sua sorte. A improvisação total da operação resultou em alta mortalidade entre os "deskulakizados" deportados. Houve até cenas de canibalismo, enquanto outros fugiram de seus locais de exílio e vagaram pelo país em condições miseráveis: a maior parte seria sistematicamente presos e liquidados durante o Grande Expurgo.
Em 1932, Stalin recusou-se a ouvir várias advertências, incluindo do escritor Mikhail Sholokhov, que previu que a manutenção das colheitas forçadas de sementes e grãos levaria à fome.[carece de fontes?] Na verdade, a terrível fome de 1932-1933 devastou as terras de trigo mais ricas no país, especialmente na Ucrânia (Holodomor). A existência da tragédia foi negada no exterior e as exportações de trigo continuaram como se nada tivesse acontecendo. Vários famintos que se mudaram para as cidades foram contidos pela OGPU e reenviados para o campo. Se contabilizou pelo menos de 4 ou 5 milhões de mortos.
Bandos errantes de órfãos (os bespryzorniki) cruzaram as estradas da URSS por anos. Em alguns anos, também, 25 milhões de camponeses fugiram do campo, onde a violência e a fome assolavam, refugiando-se nas cidades que sofriam uma explosão de anarquia.
Contornando a última guerra camponesa e a grave fome passada na Europa, a coletivização foi concluída em 1934, mas o dano era irreparável e agricultores inscritos nos Sovkhoz e Kolkhoz continuaram opondo com uma resistência passiva sob a forma de baixa produtividade sistemática. Em 1935, para lutar contra a resistência, Stalin deu a cada agricultor um pedaço de terra (o dvor) que poderia ser livremente utilizado e cujos produtos poderiam ser vendidos em um mercado de exploração coletivo livre. Em 1939, estas terras que representavam apenas 3% das terras, produziram 25% das culturas, mais da metade de frutas e verduras e 72% de leite e carne.
Os resultados globais permaneceram, portanto, decepcionantes. Com a eliminação dos kulaks, a agricultura foi privada dos seus elementos mais dinâmicos. A produção entrou em colapso. A velha Rússia, a primeira exportadora de cereais do mundo sob o Império Russo, se tornou definitivamente em um país importador. O racionamento urbano restaurado em 1927 não poderia ser levantado até 1935, e presenciaram-se novas cenas de fome em algumas regiões entre 1936-1937.
Graças ao enorme êxodo rural causado pela nacionalização das terras, a indústria russa beneficiou-se de uma abundante oferta de trabalho. Os baixos preços de compra das lavouras do Estado também lhe permitiram financiar a industrialização.

### Planificação e Industrialização
Determinado a fazer da União Soviética, uma grande potência industrial, Stalin decretou a nacionalização de todas as empresas e suprimiu a categoria social dos NEPmen. Inclusive os proibiu de exercer seu comércio para os artesãos individuais, pelo menos até 1936. Stalin encarregou a Gosplan do planejamento da economia. Em 1 de Outubro de 1928, lançou o primeiro Plano Quinquenal, que deu prioridade à indústria pesada e de comunicações, em detrimento da agricultura e das indústrias de consumo, e estabeleceu metas de produção particularmente ambiciosas.
A "industrialização em pleno andamento" desejada por Stalin foi iniciada. Esta produção transformou a URSS em uma ditadura produtivista que vivia com a obsessão de atingir e exceder as normas previstas. Desde 1931, a meta oficial foi mesmo de cumprir os planos quinquenais em apenas quatro anos. O desemprego desapareceu oficialmente, as Bolsas de Trabalho e as prestações de desemprego estavam encerrados desde 1930. As jornadas de trabalho foram alongadas. Desde 1929, o sistema de "não-interrupção" (nepreryvka), eliminou o dia de descanso semanal comum: porque a URSS estava em atividade contínua, cada pessoa tinha seus 5 (logo 6) dias úteis, e seu último dia de descanso.
Os resultados foram espetaculares. Em 1940, a União Soviética se encontrava no terceiro lugar na escala de industrialização mundial. O país mudou sua aparência e estava coberto de grandes obras, em parte, conduzido pelo trabalho servil dos Gulags: canais, barragens, grandes fábricas, arranha-céus, o Metrô de Moscou, novas cidades, etc.
Mas esta industrialização em marcha forçada teve o seu preço. Muito mais caro do que o previsto, o Plano Quinquenal deveria ser financiado pela inflação (a oferta de dinheiro quadruplicou em alguns anos), obrigou-se empréstimos aos funcionários e particulares ou até mesmo a obrigação de entrega ao Estado de objetos de ouro. O Estado também desenvolveu extração de recursos naturais, que ofereceu no mercado internacional, utilizando, se necessário, o dumping (petróleo extraído da Sibéria ou de Kolyma pelos prisioneiros dos Gulags).
Os desperdícios de recursos e energia foram consideráveis e muitos trabalhos foram feitos rapidamente, ou não se terminaram. Mesmo alguns se revelaram inúteis, como o Canal Mar Branco-Báltico (1930-1933), custoso onde foram submetidos prisioneiros e quase nunca se viu um navio circular. A eficácia foi muitas vezes sacrificada pela grandiosidade, pela precipitação e pela propaganda. As decisões políticas primaram sobre a competência: os especialistas, engenheiros e técnicos, que raramente eram membros do partido estavam de fato mantidos sob suspeita, enquanto simpatizantes do Partido, para quem tinha obediência incondicional às ordens políticas, eram tomados em um alto conceito.
Em termos sociais, a industrialização foi conseguida à custa das indústrias de bens de consumo e agricultura, que levou a um grande sofrimento para a população. A pressão sobre a classe trabalhadora era tal que os padrões de vida das pessoas caíram 40% durante o primeiro plano quinquenal. Os salários dos trabalhadores não recuperaram o seu nível de 1928 até 1940. Desde 1935, o movimento Stakhanovismo patrocinado pelo Estado permitiu o surgimento de uma nova "aristocracia operária" e um novo aumento nos padrões de produção em detrimento das condições de trabalho e salários. Desde 1931, uma regulamentação de trabalho impedia qualquer mudança de emprego não-autorizado. Em 1938-1940, uma série de decretos draconianos puniam por enviar para o "gulag" todos os atrasos repetidos de mais de 20 minutos.

## Do relativo apaziguamento ao Grande Terror (1934-1940)

### Do Congresso dos Vencedores ao assassinato de Kirov (1934-1935)
O XVII Congresso do PCUS, o chamado "Congresso dos Vencedores", parece que faltou uma vontade de apaziguamento. Os piores momentos da deskulakização e as dificuldades do primeiro plano tinham passado. Antigos opositores foram reintegrados e aprovaram-se anistias parciais em relação aos prisioneiros de Gulags ou os ex-kulaks. Os sinais de abertura para com aqueles que não eram membros do partido se multiplicaram. O levantamento do racionamento nas cidades (1935), o "boom" do entretenimento e o rebrote do consumo marcaram o relaxamento da pressão política e social. Esboçou-se uma mudança conservadora com a reabilitação da família e da pátria "socialista", o retorno da bolsa, o nacionalismo da Grande Rússia e o militarismo.
Preocupados também em aproximar-se das democracias parlamentares contra o Terceiro Reich de Hitler, Stalin abriu caminho para os humanistas, com declarações de que "o homem é o capital mais precioso" (maio de 1935). Inicia-se o desenvolvimento de uma nova Constituição, que se tornaria a "Constituição Stalinista", formalmente a mais democrática do mundo, mas obviamente não será aplicada, pois sua entrada em vigor em dezembro de 1936, coincidiu-se com o início do Grande Expurgo.
Com efeito, durante o XVII Congresso, Stalin também mediu a proporção de reservas à sua pessoa, que se estende pelo Comitê Central de 200 a 300 delegados sobre quase 1.200 que cruzaram o seu nome. Ele também sabe que grande parte da sociedade soviética continua a ser hostil ou mal controlada, e que as mudanças bruscas que havia criado impuseram muitos descontentamentos.
Em 1 de Dezembro de 1934, seu adepto Kirov foi assassinado em Leningrado por um jovem rebelde, Leonid Nikolaev. Não se sabe se ele organizou o ataque por si mesmo como se acreditou durante muito tempo, mas o que é certo é que Stalin explorou o evento para relançar uma campanha de terror.
Naquela mesma tarde, o Politburo emitiu um decreto abolindo todas as garantias básicas de defesa e converteu a uma morte rápida nos tribunais especiais da NKVD nos casos inapeláveis. A partir do dia seguinte, milhares de pessoas em Leningrado foram mortas ou deportadas. Em 7 de Abril de 1935, Stalin estendeu a pena de morte, mesmo para crianças com mais de 12 anos.

### O Grande Expurgo: os mecanismos de terror em massa (1936-1940)
A pior repressão nunca conhecida antes em um país em tempos de paz, o Grande Expurgo, também conhecido como o Grande Terror, entre 1936 e 1939 resultou na execução de 680.000 pessoas e a deportação de centenas de milhares. Em agosto de 1936, Stalin pessoalmente autorizou o uso da tortura nas prisões e só proibiu novamente no final de 1938.
O país então passou por um intenso período de terror, traição e desconfiança geral, que coloca os nervos à prova (pressão contínua que levou a suicídios) e quebra a solidariedade amigável e familiar. Após o primeiro processo em Moscou, em agosto de 1936, é no ano de 1937 que marca o lançamento real do Grande Terror.
No curto prazo, Stalin quer fornecer à população como bodes expiatórios para as dificuldades diárias, recusando-se a culpa por todos os males e acusando de serem culpados de uma pletora de "sabotadores". Ele também reforçou o seu poder absoluto ao liquidar a velha guarda bolchevique que sabia de seu fraco papel na revolução e quebrou as redes de clientelismo e rixas pessoais que foram feitas com ministros, membros do Politburo e, em todas as escalas, os responsáveis locais do partido e os dirigentes dos Gulags. Os gestores e técnicos competentes que se atreveram a contradizer seus objetivos políticos irrealistas também foram alvos. .
Finalmente, Stalin tentou eliminar radicalmente todos os elementos socialmente suspeitos e todos os descontentamentos decorrentes de seus políticos. Enquanto as tensões diplomáticas acumuladas na Europa desde a ascensão ao poder de Adolf Hitler e a guerra civil espanhola em julho de 1936, com temores de um conflito global, procurou eliminar tudo o que possa constituir uma “quinta coluna" do inimigo no caso de invasão.
Para iniciar e desenvolver este terror em massa, Stalin utilizou o indispensável apoio de seus seguidores, mas também o zelo inegável de muitos funcionários locais, policiais e burocratas entusiastas ou simplesmente cidadãos comuns informantes. Os Três Processos de Moscou, entre 1936 e 1938 permitiu remover cinquenta antigos camaradas de Lenin. Foi à fase mais dramática da liquidação da velha guarda bolchevique. Stalin finalmente conseguiu se livrar dos rivais derrotados por algum tempo. Também elimina a metade do Politburo, dizimando os delegados do XVII Congresso e excluindo três quartos dos membros do partido que ingressaram entre 1920 e 1935. No entanto, os expurgos do Partido constituem apenas uma repressão muito fraca, como calculada por Nicolas Werth, chegou a 94% dos não-comunistas.
Na verdade, o terror não poupa nenhuma organização: caíram golpes nos ministérios, na Gosplan, na Internacional Comunista, no Exército Vermelho e até mesmo nos guardas e os líderes dos Gulags e policiais da NKVD. Os membros destituídos pelos expurgos foram substituídos por uma nova geração de quadros que professavam um culto sem reservas de Stalin: jovens promoveram a chamada "Geração de 1937" (Khrushchev, Beria, Malenkov, Jdanov, Brezhnev, etc.) não conheciam qualquer outra pessoa e deviam-lhe tudo.
O terror não se restringiu aos líderes, mas que atingem toda a sociedade. Em 2 de julho de 1937, as quotas que definiam os números de suspeitos foram enviados para as regiões a partir do centro que deveriam ser fuziladas (categoria 1) ou deportadas (categoria 2). As autoridades locais, ameaçadas, também, excediam seu zelo por superar os números do Kremlin e pediam "autorização" para punir ainda mais pessoas, o que produziu uma escalada sangrenta e rápida de condenações. Assim, dos 260.000 inicialmente previstos, passaram-se mais de 400.000 detenções. Stalin pessoalmente assinou 383 listas dos que iriam ao corredor da morte, o que significou 44.000 execuções. Seus seguidores como Kaganovich, Jdanov, Mikoyan e Khrushchev também foram despachados para as várias repúblicas a fim de radicalizar o expurgo do Partido e da população.
Em paralelo, uma série de operações da NKVD atingiu centenas de milhares de elementos particularmente suspeitos:
- Decreto nº 00.447, assinado em 30 de julho de 1937 por Nikolai Yezhov, atingiu centenas de milhares de “deskulakizados” empobrecidos pela coletivização forçada, ao abrigo incontáveis marginais gerados por esta última, os ex-membros das classes dominantes e seus filhos, burgueses ou aristocratas que perderam sua posição para a Revolução ou a “Grande Viragem”.[14]
- Todos os indivíduos que mantinham ou tinham mantido relações com países estrangeiros ficaram no centro das atenções. O corpo diplomático foi dizimado, muitos embaixadores foram chamados e liquidados, e um bom número de agentes do Comintern e alguns ex-soldados da Espanha. O terror se espalhou para os falantes de idiomas como o Esperanto, os filatelistas e astrônomos.[15]
- As minorias nacionais das fronteiras, e tratadas como suspeitas pelos últimos czares e bolcheviques, estiveram particularmente vulneráveis ao terror. Em 11 de Agosto de 1937, Yezhov assinou o Decreto nº 00.485 que levou à prisão de 350.000 pessoas, 144.000 delas polonesas e inúmeros bálticos ou finlandeses: 247.157 foram executados, dos quais 110.000 eram poloneses. Na fronteira com a China, 170.000 coreanos foram deportados para a Ásia Central, enquanto os trabalhadores que trabalharam ferrovia soviética de Harbin, na Manchúria foram liquidados.[16] Mas também, a sedentarização forçada de nômades da Ásia Central, especialmente no Cazaquistão foi um desastre para o equilíbrio demográfico e leva à perda de muitas tradições culturais.[17]
- O princípio totalitário de responsabilidade coletiva significava que a "falta" de um indivíduo iria cair sobre todos seus filhos, sua família inteira, para toda a sua rede de amigos, subordinados, colegas e parentes. Por exemplo, em 5 de julho de 1937, o Politburo ordenou a NKVD internar todas as esposas dos “traidores" nos campos por um período entre 5 e 8 anos e colocar os seus filhos menores de 15 anos "sob a proteção de Estado ". Esta ordem levou à apreensão de 18.000 mulheres e 25.000 crianças e a colocar cerca de um milhão de crianças menores de 3 anos em orfanatos.[18]

Em 1939, para por fim ao Grande Expurgo, Stalin aboliu as últimas áreas de autonomia dentro do partido e da sociedade e impôs definitivamente sua adoração e seu poder absoluto. Isso foi feito apesar do risco que significava perturbar gravemente o seu exército e o seu país, no momento em que a guerra se aproximava.

## A Grande Guerra Patriótica e suas consequências (1941-1945)
A Segunda Guerra Mundial, permitirá que o sistema stalinista estenda a sua influência no mundo.

### Prelúdio: as relações internacionais antes de 1941
As relações franco-soviéticas foram inicialmente hostis porque a União Soviética oficialmente se opôs aos acordos de paz de 1919 após a Primeira Guerra Mundial, que a França defendeu enfaticamente. Enquanto a União Soviética estava interessada em conquistar territórios na Europa Oriental, a França estava determinada em proteger as incipientes nações de lá. Isso levou a um relacionamento rosado alemão-soviético na década de 1920. No entanto, a política externa de Adolf Hitler, centrada em um ataque maciço ao leste europeu e terras russas para fins próprios da Alemanha Nazista, e quando Hitler retirou-se da Conferência Mundial de Desarmamento em Genebra, em 1933, a ameaça bateu em casa. O Ministro dos Negócios Estrangeiros soviético Maxim Litvinov inverteu a política soviética em relação à liquidação da Paz de Paris, levando a uma reaproximação franco-soviética. Em maio de 1935, a URSS concluiu pactos de assistência mútua com a França e a Checoslováquia, o Komintern foi também instruído a formar uma frente unida com os partidos de esquerda contra as forças do fascismo. O pacto foi prejudicado, entretanto, pela forte hostilidade ideológica para a União Soviética e nova frente da Internacional Comunista na França, a recusa da Polônia em permitir que o Exército Vermelho instala-se em seu solo, a estratégia de defesa militar da França, e um interesse contínuo soviético em remendar as relações com a Alemanha.
Em 1934, a União Soviética entrou na Liga das Nações. Em maio de 1935, concluiu um pacto com a França e, no final de 1936, foi o único Estado a intervir ativamente em nome da Espanha republicana (que tentou fazer o seu satélite). A União Soviética forneceu ajuda militar aos republicanos na Espanha, mas reteve um pouco. Seu apoio ao governo também deu aos republicanos uma mácula comunista aos olhos dos anti-bolcheviques no Reino Unido e França, enfraquecendo as chamadas para uma intervenção anglo-francesa na guerra.
Em resposta a tudo isso, o governo nazista promulgou o Pacto Anti-Comintern com o Império do Japão e mais tarde com a Itália fascista e vários países da Europa Oriental (como a Hungria), ostensivamente para suprimir a atividade comunista, mas de forma mais realista para forjar uma aliança contra a URSS.

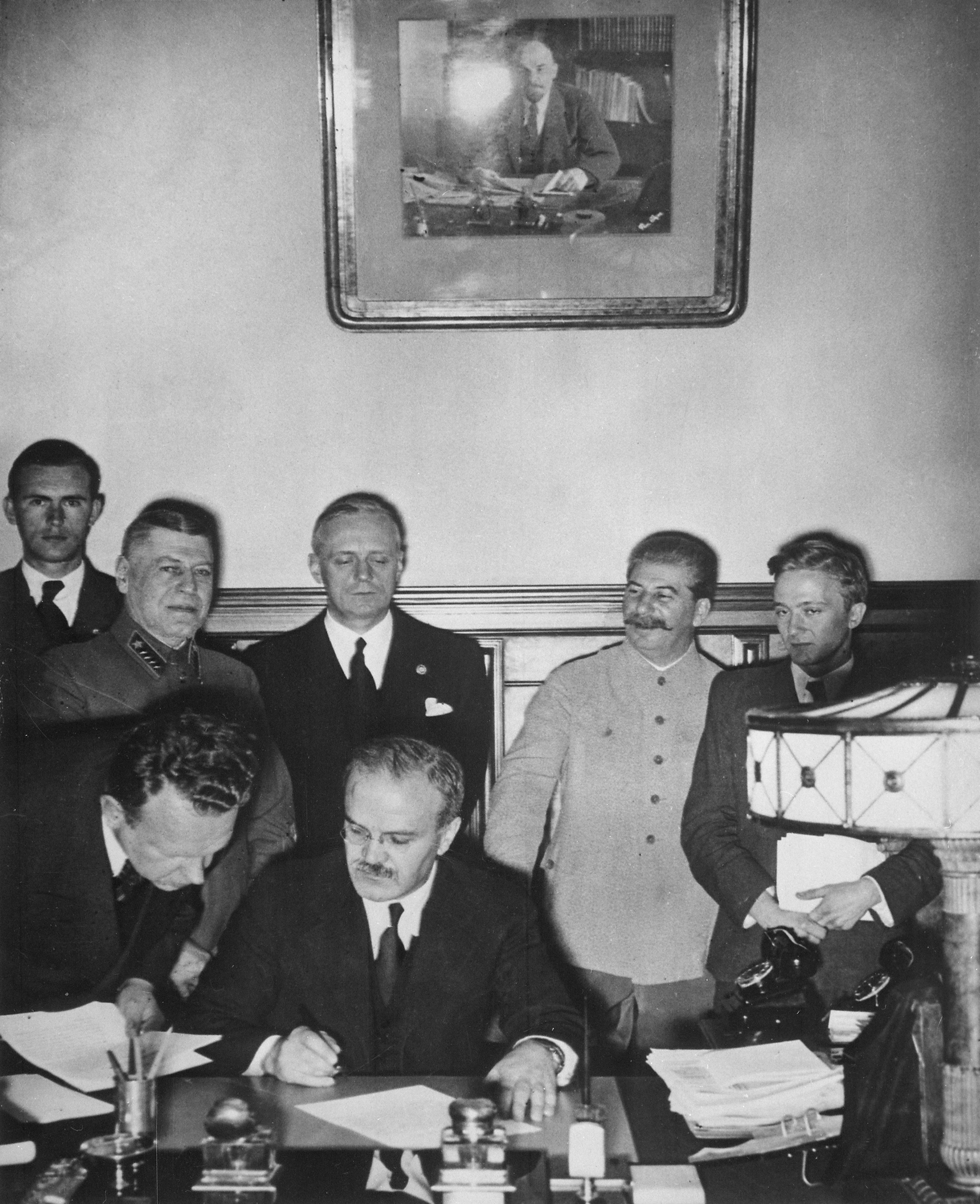
Cerimônia de assinatura do Pacto Molotov-Ribbentrop: Molotov está assinando, Ribbentrop está atrás (com os olhos fechados), com Stalin à sua esquerda.

A política soviética de aliança com os anglo-franceses fracassou contra a relutância da França e do Reino Unido, onde o pacifismo e anticomunismo manteve-se muito poderoso, e por causa dos expurgos no Exército Vermelho e os fez duvidar do poder dos últimos. As reivindicações de Stalin (em especial, a passagem das tropas soviéticas na Polônia e Romênia) também contribuíram para dificultar a obtenção de um acordo, principalmente devido à oposição do general polonês Józef Beck. Em 30 de setembro de 1938, as democracias abandonaram a Tchecoslováquia a Hitler, à mercê do Acordo de Munique, em que a União Soviética não foi sequer convidada.
Irritado e duvidando de sua vontade de realmente se opor à ameaça nazista, Stalin manifestou claramente no XIX Congresso do PCUS (março de 1939), que não excluía um acordo com Berlim para proteger a União Soviética e que o país seria vendido à melhor oferta. No mesmo mês, o chefe da diplomacia soviética, Maxim Litvinov (mestre-linha fascista, o marido de uma britânica e judia) foi substituído por Vyacheslav Molotov. Em 23 de agosto de 1939, na ausência de uma proposta clara do Ocidente, foi assinado o Pacto Nazi-Soviético no Kremlin.

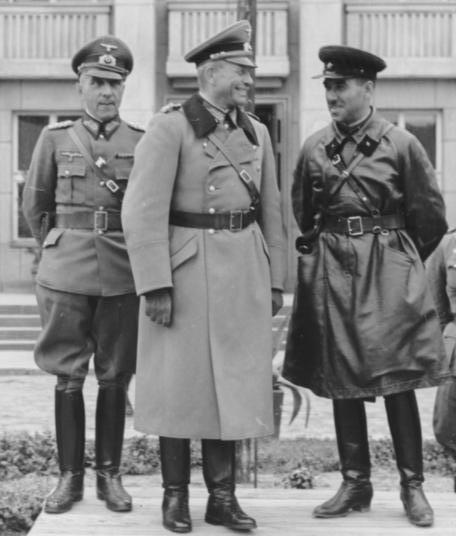
Desfile Comum do Wehrmacht e do Exército Vermelho, em Brest, no final da invasão da Polônia. No centro o Major-General Heinz Guderian e o comandante soviético Semyon Krivoshein.

Stalin arranjou o Pacto Molotov-Ribbentrop, um pacto de não agressão com a Alemanha nazista em 23 de agosto, juntamente com o Acordo Comercial alemão-soviético para abrir as relações econômicas. Um apêndice secreto ao pacto deu a Polônia Oriental, Letônia, Estônia, a Bessarábia e a Finlândia à URSS, e a Polônia Ocidental e a Lituânia para a Alemanha nazista. Isto reflete o desejo soviético de exercer influência sobre a Europa Oriental e reforçar as suas defesas para a possível agressão nazista. A Alemanha nazista invadiu a Polônia em 1 de Setembro, seguida pela URSS em 17 de setembro. Os soviéticos reprimiram a oposição por execuções e prendendo milhares de pessoas. Eles enviaram centenas de milhares (estimativas variam) para a Sibéria e outras partes remotas da URSS em quatro grandes ondas de deportações entre 1939 e 1941.
Com a Polônia, sendo dividida entre duas potências, a União Soviética estendeu suas demandas territoriais para a Finlândia para uma pequena parte do Istmo da Carélia, uma base naval na península em Hanko (Hangö) e algumas ilhas do Golfo da Finlândia. A Finlândia rejeitou as demandas e em 30 de novembro, a União Soviética invadiu a Finlândia, desencadeando a Guerra de Inverno. A guerra provou ser embaraçosamente difícil para o Exército Vermelho, que estava mal equipado para o inverno e sem comandantes competentes desde o Grande Expurgo. Os finlandeses resistiram ferozmente, e recebeu bastante apoio e simpatia dos Aliados. Mas, na primavera de 1940, a neve derretida, e uma renovada ofensiva soviética obrigou-os a se render e abandonar o Istmo da Carélia e alguns territórios menores.
Em 1940, a URSS ocupou e anexou a Lituânia, Letônia e Estônia. Em 26 de junho de 1940, o governo soviético fez um ultimato ao ministro romeno, em Moscou, exigindo que a Romênia imediatamente cedesse à Bessarábia e a Bucovina do Norte. A Itália e a Alemanha, que precisavam de uma Romênia estável e acesso aos seus campos de petróleo pede ao Rei Carol II para que o faça. Sob coação, sem qualquer perspectiva de ajuda da França ou da Grã-Bretanha, Carol respeita. Em 28 de junho, as tropas soviéticas cruzaram o Dniester e ocupou a Bessarábia, Bucovina do Norte e a região de Herta.
A União Soviética aproveitou este acordo por dois anos, anexando mais de 500.000 km² e sua população aumentou em 23 milhões. O terror e a sovietização forçada acelerada abateu sobre os Estados Bálticos e a Moldávia e na absorção dos territórios tomados pelo Exército Vermelho na Polônia e os tomados da Finlândia após a difícil Guerra de Inverno. Centenas de milhares de pessoas foram deportadas de forma brutal e arbitrária, o sistema econômico soviético foi exportado de tal forma que as culturas locais foram suprimidas e as elites mortas, em particular os 20.000 oficiais poloneses foram massacrados em Katyn e em outros lugares.

### Do risco de colapso a vitória final (1941-1945)

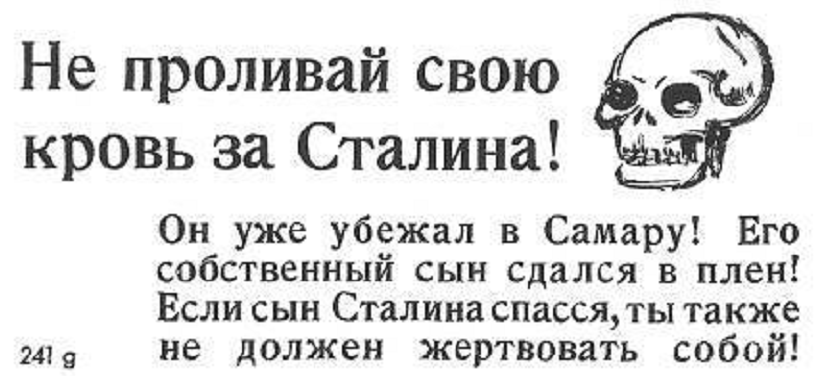
Panfleto alemão em russo de 1941: "Não derrame seu sangue por Stalin".

Em 22 de junho de 1941, Hitler quebrou abruptamente o pacto de não agressão e invadiu a União Soviética. Até este ponto, Stalin parecia acreditar cegamente que os alemães não iriam atacá-lo, e repetidamente ignorou sinais de alerta, como o acúmulo de tropas do Eixo, na fronteira durante a primavera de 1941.
Usando seus contatos dentro do Partido Nazista alemão, o espião da NKVD Richard Sorge foi capaz de descobrir a data e hora exata da planejada invasão alemã a União Soviética. Esta informação foi repassada a Stalin, mas foi ignorada, apesar da advertência não só de Sorge, mas de Winston Churchill e de outras fontes. E assim, a invasão nazista chamou o despreparado exercito soviético. No sentido mais amplo, Stalin esperava a invasão, mas não tão cedo. O Exército tinha sido dizimado pelos expurgos, era necessário tempo para uma recuperação de competência. No sentido imediato, Stalin, embora recebendo avisos específicos e precisos de quando a invasão ocorreria simplesmente se recusou a acreditar que isso iria acontecer. Como tal, a mobilização não ocorreu e o exército soviético estava despreparado nesse sentido tático, quando a invasão ocorreu. A semana inicial da guerra foi um desastre, com dezenas de milhares de homens sendo mortos, feridos ou capturados. Divisões inteiras se desintegraram contra o ataque alemão.
Diz-se que Stalin primeiramente se recusou a acreditar que Alemanha nazista havia quebrado o tratado. No entanto, uma nova evidência mostra que Stalin manteve reuniões com uma variedade de seniores do governo soviético e figuras militares, incluindo Vyacheslav Molotov, Semyon Timoshenko, Gueorgui Júkov, Nikolai Kuznetsov, e Boris Shaposhnikov. Ao todo, no primeiro dia do ataque, Stalin teve reuniões com mais de 15 membros do governo soviético e do aparelho militar. Outras fontes, no entanto (Gueorgui Júkov em suas memórias), relatam que durante os primeiros três dias após a invasão, Stalin entrou em colapso nervoso, trancou-se em seus aposentos e simplesmente não poderia ser alcançado de qualquer maneira. Levou algum tempo antes que ele pudesse se recompor.
Em poucos meses, a Wehrmacht conquistou grande parte da Rússia europeia, cercada por vastos exércitos e fez prisioneiros milhões de soldados que estavam famintos e foram deliberadamente exterminados. O poder soviético perdeu em uma vasta área. Os nazistas também travaram uma guerra de extermínio racial contra os civis eslavos, ciganos e judeus. Apesar de seus graves recuos nos primeiros meses, o Exército Vermelho resistiu, apesar do custo de milhões de soldados. Surpreendendo o inimigo, não se entrega e não para a contra-ofensiva que se multiplicam desde o primeiro dia. A política radical de "terra arrasada" foi aplicada aos territórios invadidos. Após a invasão, as fábricas foram desmontadas e mudaram-se para o leste, juntamente com dez milhões de pessoas. Reagrupadas na Sibéria e nos Urais, as fábricas soviéticas produziram desde 1942 mais armas que a Alemanha nazista com enormes esforços dos trabalhadores civis. A União Soviética também se beneficiou de uma assistência material abundante e de qualidade dos Aliados anglo-americanos.
O patriotismo e o contexto de guerra total em grande parte explica a relutância dos soldados e civis. Assim, na cidade de Leningrado, que Hitler deliberadamente submeteu a um bloqueio mortífero responsável por cerca de um milhão de mortes, resistiu a um cerco de quase mil dias.
Stalin também estava determinado a punir todos aqueles povos que via como colaboracionistas com a Alemanha durante a guerra e para lidar com o problema do nacionalismo, que tendem a puxar a União Soviética. Milhões de poloneses, letões, georgianos, ucranianos e outras minorias étnicas foram deportadas para gulags na Sibéria. (Anteriormente, após a anexação de 1939 do leste da Polônia, milhares de oficiais do Exército polonês, incluindo os reservistas, tinham sido executados na primavera de 1940, no que veio a ser conhecido como o massacre de Katyn.) Além disso, em 1941, 1943 e 1944, várias nacionalidades haviam sido deportadas para a Sibéria, Cazaquistão e Ásia Central, incluindo, entre outros, os alemães do Volga, chechenos, inguches, balcares, os tártaros da Crimeia e turcos meskhetianos. Em 1944, cerca de quinze nacionalidades tinham sido deportadas ao todo, mulheres, crianças, dirigentes comunistas e soldados, falsamente acusado de colaboração com os nazistas. Entre elas, 600.000 tchecos deportados em apenas seis dias (março de 1944), um recorde incomparável.
Embora estes grupos foram mais tarde fossem politicamente "reabilitados", a alguns nunca foram devolvidas as suas antigas regiões autônomas.
As tropas alemãs chegaram aos arredores de Moscou, em Dezembro de 1941, mas não conseguiram capturá-lo, porque as forças do Exército Vermelho de Moscou quebraram o avanço alemão. Na Batalha de Stalingrado em 1942-1943, depois de perder cerca de 1 milhão de homens no combate mais sangrento da história, o Exército Vermelho foi capaz de retomar a iniciativa da guerra. Devido à indisponibilidade dos japoneses em abrir uma segunda frente na Manchúria, os soviéticos foram capazes de chamar dezenas de divisões do Exército Vermelho de volta da Rússia Oriental. Estas unidades foram determinantes para virar a maré, porque a maioria do seu corpo de oficiais tinha escapado dos expurgos de Stalin. As forças soviéticas logo lançaram contra-ataques maciços ao longo de toda a linha alemã. O avanço soviético na Europa Oriental foi acompanhado por uma onda de saques, invasões e desaparecimentos, na Alemanha Oriental, as tropas foram incentivadas a cometer violações em massa em retaliação pelos abusos nazistas em território soviético, enquanto, título de reparos, foi desmantelado a maior parte do potencial industrial da futura Alemanha Oriental e enviados a União Soviética. Além disso, na batalha de Kursk, o maior confronto blindados da história, foi concluiu com sucesso um novo êxito da União Soviética. Em 1944, os alemães tinham sido empurrado para fora da União Soviética para as margens do rio Vístula, a leste da Prússia. Com o marechal soviético Gueorgui Júkov atacando a Prússia e o Marechal Konev cortando a Alemanha ao meio pelo sul o destino da Alemanha nazista estava selado. Em 2 de maio de 1945, as últimas tropas alemãs se renderam às tropas soviéticas em Berlim.
Até o início tardio da segunda frente na Normandia em junho de 1944, as forças soviéticas suportaram quase sozinhas o fardo da guerra, quando confrontados com as tropas alemãs mais aguerridas e melhor equipadas. Pelo menos 85% dos alemães postos fora de combate estavam na Frente Oriental.
Com o fim da guerra na Europa, as atenções voltam-se para a Guerra do Pacífico onde foi criada a Operação Downfall (invasão do Japão pelos Aliados), entretanto, a operação seria cancelada quando o Japão se rendeu, após aos bombardeamentos de Hiroshima e Nagasaki pelos EUA e a invasão soviética na Manchúria. O alto comando aliado, sabedor do tempo e do alto custo que envolveria a campanha de invasão, e desejoso de não retardar a guerra no Oriente, em vista da expansão soviética pela Coreia, decidu-se pela bomba atômica; visando demonstrar seu poderio bélico, especialmente aos soviéticos, e marcar sua força política tendo em vista a nova ordem internacional do pós-guerra, mas sobre o pretexto de pressionar o Japão à rendição, utilizaram-se da nova arma. Dois dias após o bombardeio americano sobre Hiroshima, em cumprimento a um acordo prévio com os EUA, a URSS declarou guerra ao Japão e moveu suas forças para atacá-lo pela Manchúria.
No final do conflito, a URSS tornou-se a segunda superpotência do mundo. Suas anexações foram ratificadas e tornou-se um membro permanente do Conselho de Segurança da ONU. Sua reputação internacional foi imensa, para além dos círculos comunistas e dos simpatizantes da esquerda. Mas o preço da vitória foi enorme: com efeito, entre 22 e 26 milhões de mortes entre civis e militares, milhões de refugiados e vítimas e as maiores destruições materiais já sofridas por um beligerante na história humana. Milhares de vilas, fazendas e estradas foram destruídas. Em 1946-1947, a seca e uma nova fome na Ucrânia causou mais de 500.000 mortes.

## A Guerra Fria

### Conferências Aliadas na Europa

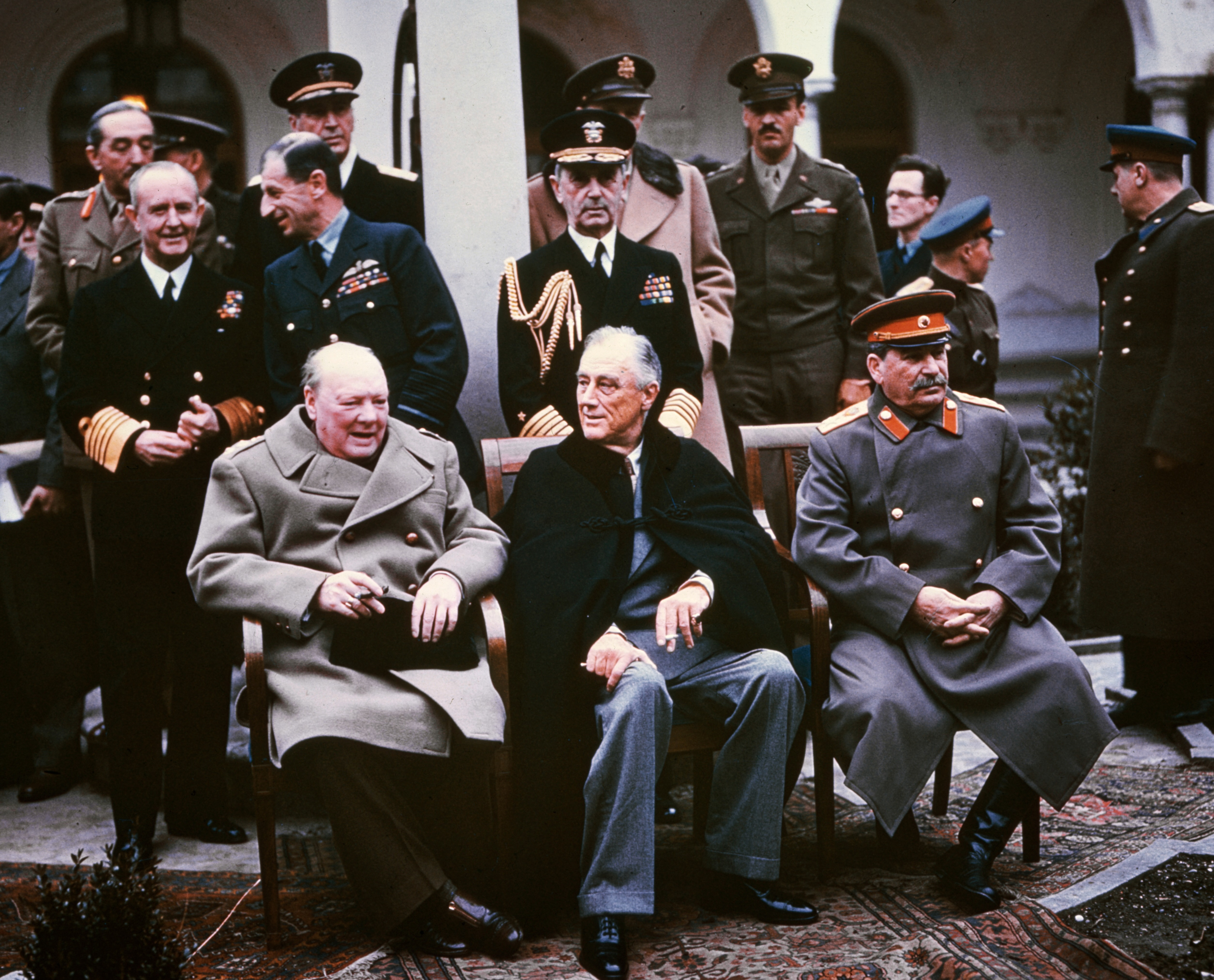
Os “Três Grandes”: o primeiro-ministro britânico Winston Churchill, o presidente dos EUA Franklin D. Roosevelt e Stalin na Conferência de Yalta, em fevereiro de 1945.

Stalin se reuniu em diversas conferências com o primeiro-ministro britânico Winston Churchill (e posteriormente Clement Attlee) e / ou o presidente americano Franklin D. Roosevelt (e mais tarde Harry Truman) para planejar a estratégia militar e, mais tarde, para discutir a reorganização do pós-guerra na Europa. Desde muito cedo, conferências, como que com diplomatas britânicos em Moscou em 1941 e, com Churchill e diplomatas americanos em Moscou em 1942, focado principalmente no planejamento da guerra e no seu suporte, apesar de algumas discussões preliminares de reorganização no pós-guerra também ocorreram. Em 1943, reuniram-se com Stalin, Roosevelt e Churchill na Conferência de Teerã. Em 1944, Stalin se reuniu com Churchill na Conferência de Moscou. Começando no final de 1944, o Exército Vermelho ocupou grande parte da Europa Oriental durante essas conferências e os debates mudaram para um foco mais intenso sobre a reorganização da Europa no pós-guerra.
Na Conferência de Yalta (fevereiro de 1945) ficou marcada pelas negociações diplomáticas acerca do mundo pós-guerra, onde são abordadas questões como o tratamento a ser dispensado à Alemanha após a guerra, incluindo sua divisão em zonas de ocupação e a eliminação de sua indústria bélica, e a punição aos criminosos de guerra. Também se decide pela criação do Estado polonês e lançam-se as bases para a criação das Nações Unidas. A URSS concorda em declarar guerra ao Japão após a derrota final da Alemanha, recebendo em troca áreas de ocupação no Leste Europeu e da Lituânia, Letônia e Estônia. Stalin conseguiu a preservação da esfera de influência sob a Mongólia, o retorno da porção meridional das ilhas Sakalinas à União Soviética e também o controle total das ilhas Kuriles e também uma base naval soviética na China.

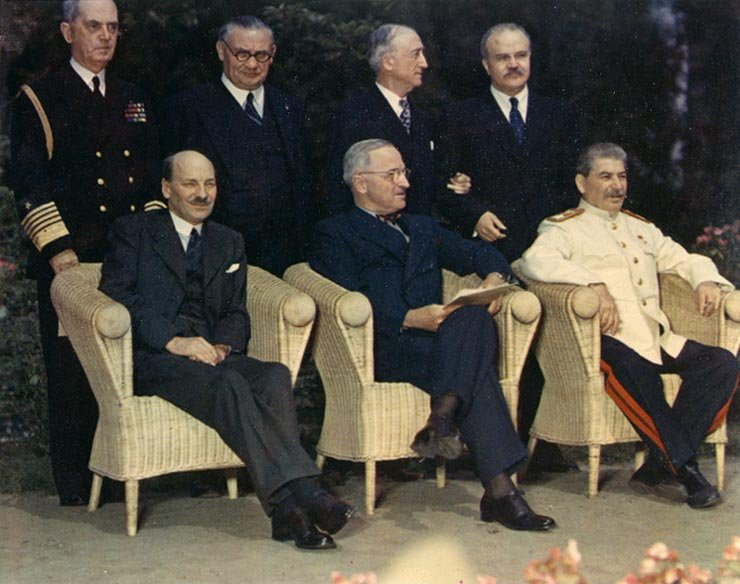
Stalin se encontra com Harry Truman e Clement Attlee na Conferência de Potsdam.

Na Conferência de Potsdam (julho-agosto de 1945), significou uma reviravolta nas relações entre os EUA e a URSS uma vez que o choque de interesses entre ambos ficou bem mais evidenciado que nas duas conferências anteriores. A Alemanha e a cidade de Berlim são divididas em quatro zonas de ocupação (sob o comando do Reino Unido, França, EUA e URSS). O país perde extensas porções de seu território, suas Forças Armadas são desmobilizadas e o parque industrial é reduzido. Os vencedores impuseram aos alemães uma reparação de guerra de 20 bilhões de dólares, dos quais a metade seria destinada a União Soviética. Foi decidido o julgamento dos líderes nazistas por um tribunal internacional. Depois dos testes bem-sucedidos com a bomba atômica em julho de 1945, Truman pretendia o apoio a URSS na guerra contra o Japão, por meio da aprovação da invasão soviética da Manchúria, mas ao mesmo tempo queria evitar uma ocupação soviética naquela região asiática. Ao mesmo tempo, enviaram um ultimato ao Japão exigindo a sua rendição incondicional, sob ameaça da utilização das armas atômicas. A Coreia seria dividida entre os EUA (Coreia do Sul) e URSS (Coreia do Norte); e o Japão ficaria sob ocupação norte-americana.

### Pós-guerra: Da “Cortina de Ferro” a Guerra da Coreia (1947-1953)

Expansão soviética: a mudança da Europa central e oriental com a expansão soviética, e a criação do Bloco do Leste após a II Guerra Mundial.

No rescaldo da II Guerra Mundial, a União Soviética estendeu a sua influência política e militar sobre a Europa Oriental, em um movimento que foi visto por alguns como uma continuação das políticas antigas do Império Russo. Alguns territórios que haviam sido perdidos pela Rússia Soviética, no Tratado de Brest-Litovsk (1918) foram anexados pela União Soviética após a Segunda Guerra Mundial: os Estados Bálticos e a porção oriental da Polônia entre-guerras. A República Socialista Federativa Soviética da Rússia também ganhou a metade norte da Prússia Oriental (Óblast de Kaliningrado) da Alemanha. A RSS da Ucrânia ganhou a Transcarpátia (como Oblast de Zakarpattia) da Checoslováquia, e a região povoada por ucranianos do norte da Bucovina (como Oblast de Chernivtsi) da Romênia. Finalmente, na década de 1940, os partidos pró-comunista soviéticos ganharam as eleições em cinco países da Europa Central e Oriental (Polônia, Checoslováquia, Hungria, Romênia e Bulgária) e, posteriormente, tornaram-se ditaduras stalinistas. Estas eleições são geralmente consideradas como fraudulentas, e as potências ocidentais não reconhecem as eleições como legítimas. Durante o período da Guerra Fria, os países da Europa Oriental tornaram estados satélite soviéticos - eles eram "independentes" das nações, que eram membros do Partido Comunista cujo secretário-geral tinha que ser aprovado pelo Kremlin, e assim os seus governos em geral mantiveram suas política de acordo com os desejos da União Soviética, embora as forças nacionalistas e pressões dentro dos Estados satélites desempenharam um papel em causar algum tipo de desvio do domínio soviético estrito. Churchill se refere à região como estando por trás de uma "cortina de ferro" sob controle de Moscou. Os países da Europa Oriental e Central sob controle soviético foram chamados de "Bloco do Leste".
Desde o final da década de 1940, a União Soviética conseguiu criar governos fantoches na Bulgária, Checoslováquia, Hungria, Polônia, Romênia e Alemanha Oriental, o que lhe permitiu manter uma presença militar forte nesses países. Em fevereiro de 1947, o governo britânico anunciou que não poderia continuar a financiar o regime militar grego contra a insurgência comunista no contexto da Guerra Civil Grega. O governo dos EUA implementou pela primeira vez a Teoria de Contenção, que visavam conter a disseminação do comunismo, especialmente na Europa. Truman enquadrou a teoria dentro da Doutrina Truman, emitida pelo presidente em um discurso que definiu o conflito entre o capitalismo e o comunismo como uma luta entre o "povo livre" e os "regimes totalitários." Embora os comunistas gregos fossem apoiados, principalmente, pelo líder comunista iugoslavo Josip Broz Tito, os Estados Unidos acusaram os soviéticos de tentar derrubar o regime grego para expandir a influência soviética.
Mas, nos Estados Unidos, espalhou a ideia de que o equilíbrio de poder na Europa, não seria alcançado apenas pela defesa militar do território, mas também se necessitava resolver os problemas políticos e econômicos para evitar a queda da Europa Ocidental nas mãos dos comunistas. Na sequência destas ideias, em Junho de 1947, a Doutrina Truman seria complementada pela criação de um plano de ajuda econômica, o Plano Marshall, para a reconstrução de sistemas político-econômicos dos países europeus e, através da consolidação das estruturas econômicas capitalistas e o desenvolvimento da democracia parlamentar, travar a eventual adesão ao poder dos partidos comunistas nas democracias ocidentais na Europa (como na França ou na Itália).

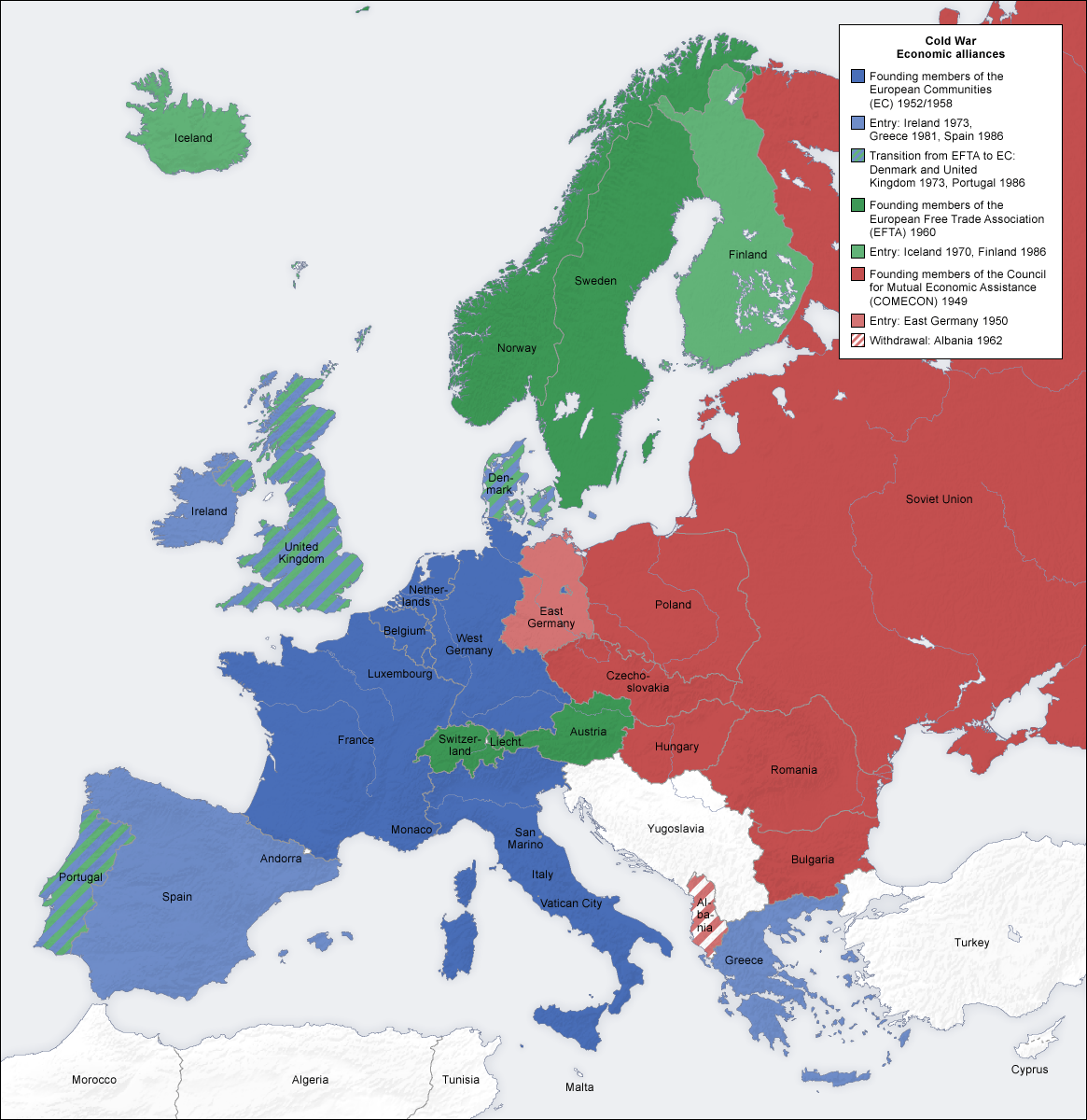
Alianças económicas na Europa (1949-1989)

Stalin viu o Plano Marshall como uma tática para minar o controle soviético sobre a Europa Oriental. Ele acreditava que a integração econômica de ambos os blocos permitiria aos países escapar da órbita soviética sob controle de Moscou, e que o Plano era apenas uma maneira que os EUA tinham para "comprar" os países europeus. Assim, Stalin proibiu os países do Leste Europeu de participar do Plano Marshall. Como resultado, Moscou criou uma série de subsídios e canais de comercialização primeiro conhecido como o Plano Molotov, que em breve será desenvolvido no âmbito do COMECON. Stalin também se mostrou muito crítico com ajuda do Plano Marshall, porque temia que estas ajudas causaria o rearmamento da Alemanha, que era uma das suas maiores preocupações sobre o futuro da Alemanha após a guerra.
Em 1948, em retaliação aos esforços do Ocidente para reconstruir a economia alemã, Stalin fechou as vias de acesso terrestre a Berlim Ocidental, impedindo a chegada de materiais e outros suprimentos para a cidade. Este, conhecido como o Bloqueio de Berlim, que precipitou uma grave crise do início da Guerra Fria. Ambos os lados usaram este bloqueio para fins de propaganda: os soviéticos a para denunciar o suposto rearmamento da Alemanha favorecido pelos Estados Unidos; e os americanos para explorar a sua imagem como benfeitores, como durante a Operação Vittles Little, onde os aviões burlaram o Bloqueio de Berlim jogaram doces para as crianças berlinenses. No entanto, essa decisão saiu pela culatra quando Truman embarcou em um movimento altamente visível para humilhar os soviéticos internacionalmente com o abastecimento da cidade sitiada por via aérea. O transporte aéreo organizado pelos Aliados destina-se a fornecer suprimentos para o setor bloqueado a oeste da cidade, superou todas as expectativas, rompendo-se os pressupostos soviéticos de uma rendição do setor ocidental para do Oriente, por falta de suprimentos. Finalmente, o bloqueio foi levantado de forma pacífica.
Em setembro, os soviéticos criam o Cominform, uma organização cujo objetivo era manter a ortodoxia ideológica comunista dentro do movimento comunista internacional. Na prática, tornou-se um mecanismo de controle sobre as políticas dos Estados-satélites da União Soviética, coordenando as ideias e ações dos partidos comunistas do Bloco do Leste. O Cominform teve de lidar com a oposição inesperada, quando em junho do ano seguinte, a Ruptura Tito-Stalin forçou a expulsão da Iugoslávia da organização, que tinha um governo comunista, mas foi identificado como um país neutro durante a Guerra Fria. . Junto com a Cominform, a polícia secreta soviética, a NKVD, estava preocupada em manter uma rede de espionagem nos países satélites, sob o pretexto de acabar com elementos anticomunistas.

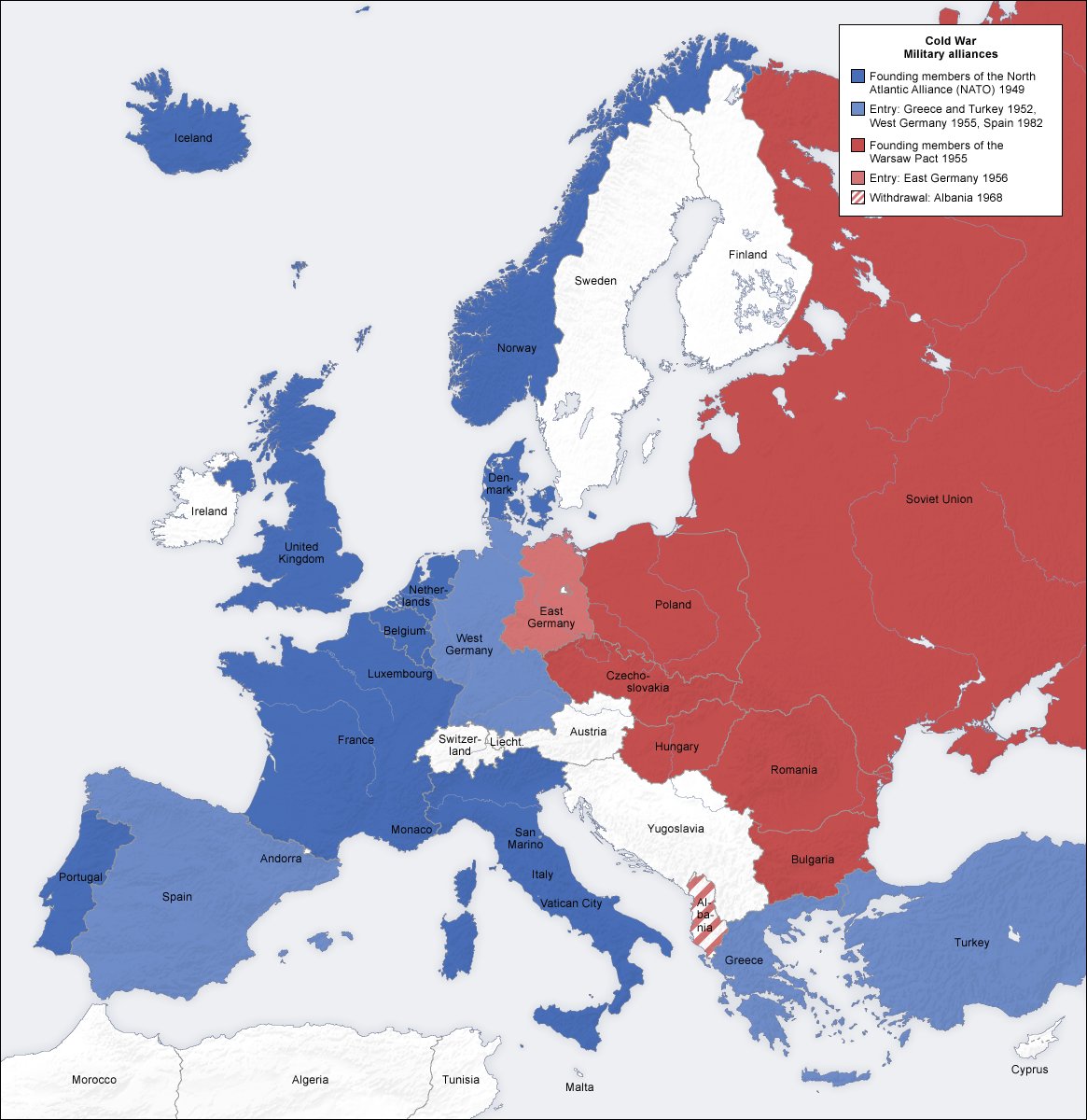
Alianças militares na Europa (1949-1989)

Em abril de 1949 foi instituída a OTAN, em que os Estados Unidos assumem formalmente a responsabilidade pela defesa da Europa Ocidental. Em agosto daquele ano, a União Soviética detonou sua primeira bomba atômica.
Em maio de 1949, é instituído a República Federal da Alemanha, como resultado da fusão das zonas de ocupação aliadas. Em resposta, em outubro do mesmo ano, os soviéticos proclamar a sua zona de ocupação como a República Democrática Alemã. Desde o início da existência da RFA, os EUA ajudam seu desenvolvimento militar. Para evitar que a RFA finalmente torne-se membro da OTAN, o premier soviético, Lavrenti Beria, propõe a fusão dos dois países em uma única Alemanha que permaneceria neutra. A proposta não foi aceita e em 1955 a RFA é admitida como membro da OTAN.
Em 1949, o Exército Vermelho de Mao Tse-tung proclamou-se vencedor da Guerra Civil Chinesa, após derrotar o nacionalista Kuomintang, que tinha o apoio dos Estados Unidos. Imediatamente, a União Soviética faz uma aliança com os vencedores, que haviam criado um novo Estado comunista sob o nome de República Popular da China. A sobreposição no tempo da Revolução Chinesa com a perda do monopólio atômico dos EUA (após o inesperado sucesso da RDS-1), a administração do presidente Truman tentou generalizar a Teoria da Contenção. Em um documento secreto datado de 1950 (conhecido como NSC-68). A administração Truman propôs fortalecer os sistemas de aliança pró-ocidental e quadruplicar os gastos com Defesa.
Dentro desta estratégia de generalização da "contenção", o teatro foi expandido da Europa à Ásia, África e América Latina com a intenção de parar os movimentos revolucionários, muitas vezes financiados pela URSS, como no caso de as antigas colônias europeias no Sudeste da Ásia. No início da década de 1950, os EUA formalizaram alianças militares com o Japão, Austrália, Nova Zelândia, Tailândia e Filipinas (parcerias abrangidas pelo ANZUS e SEATO), garantindo uma série de bases militares norte-americanas em todo o Pacífico.
Uma das aplicações mais óbvias da Teoria da Contenção ocorreu após a eclosão da Guerra da Coreia. Porque um dos acordos tácitos da Guerra Fria baseava-se na luta entre os dois blocos através de guerras proxy, na qual a União Soviética e os exércitos dos EUA nunca se enfrentariam diretamente, Stalin ficou surpreso com a participação de tropas norte-americanas em defesa da Coreia do Sul, que havia sido invadida por comunistas da Coreia do Norte, este destacamento militar foi aprovado pelas Nações Unidas, como a União Soviética não podia exercer o seu direito de veto a ser boicotado da ONU por sua recusa em aceitar um governo representativo do estado chinês (e, portanto, o legítimo ocupante do assento chinês no Conselho de Segurança) era a China comunista, em vez de o governo pró-ocidental derrotado de Taiwan.
Uma vez que a guerra havia estourado, Stalin insistiu em mantê-la a todo custo. No final de 1952, a guerra tinha chegado a um impasse, apesar das diretivas de Stalin, chineses e norte-coreanos estavam se preparando para o seu final. O cessar-fogo foi aprovado em julho de 1953, depois de Stalin tinha morrido.

## O segundo stalinismo
Terminada a Segunda Guerra Mundial, Stalin comandou a reconstrução do país por meio do planejamento econômico estatal, governo estabelecia os grandes objetivos da recuperação socioeconômica do país: a reparação dos danos causados pela guerra em setores como o de comunicações, de energia etc.; a reconstrução das indústrias pesadas, a mecanização da agricultura e a ampliação das áreas de cultivo; a construção de grandes usinas hidrelétricas; a instalação de indústrias de armas modernas; a ampliação da educação pública etc. Já nos primeiros anos da década de 1950, eram notáveis os resultados dos esforços de reconstrução soviéticos.
Ao lado desse imenso esforço de reconstrução econômica do país, ocorreu também um fortalecimento da autoridade de Stalin, que acentuou o controle burocrático e policial em seu governo e assumiu os principais cargos da URSS: chefe do Partido Comunista, do Estado e do Exército. Além disso, o governo coordenava uma imensa campanha publicitária destinada à exaltação patriótica e ao culto da personalidade de Stalin (nomeadamente com a celebração do seu 70º aniversário em 21 de dezembro de 1949), um Stalin envelhecido e suspeito governava entre clãs opostos e aterrorizando permanentemente o seu próprio ambiente; no entanto, o regime tem uma estabilização real: os grandes expurgos da pré-guerra não se reproduzem mais.
Após a flexibilidade e relativa liberalização dos anos de guerra, Stalin decepcionou todas as esperanças de mudança da população. Então, decidiu voltar sem grandes alterações o sistema econômico e político da década de 1930 e se espalhou para o recém-criado "campo socialista". Rapidamente, os partido únicos forjados sob o modelo stalinista tomaram o poder no Oriente, enquanto o Exército Popular de Libertação de Mao Tse-tung, saiu vitorioso na China (1949).
Especialmente, desde 1947 e o advento da Guerra Fria, todas as novas “democracias populares” tiveram de introduzir o coletivismo, a planificação, o partido único e outras instituições que modelavam estritamente o modelo soviético. Representantes da NKVD supervisionaram a criação de polícias políticas e campos de trabalho. Os exércitos nacionais foram reformados no modelo do Exército Vermelho soviético. As moedas foram alinhadas ao rublo, certo um número de empresas  foram colocadas sob controle soviético e a integração das economias nacionais a um bloco dominado por Moscou foi confirmado em 1949 do Comecon.
Durante a guerra, milhões de combatentes e civis foram para fora da União Soviética. Nestas circunstâncias, encontraram países com maiores níveis de vida do que o seu, e outras formas de viver e pensar. Preocupado com uma possível subversão, Stalin deportou para os Gulags todos os ex-soldados do Exército Russo de Libertação liberados pelos ocidentais, mas também um grande número de prisioneiros de guerra resgatados de campos de concentração nazistas ou trabalhadores civis voluntários e forçados na Alemanha. Além disso, vários cidadãos de países do Báltico, ucranianos e poloneses, cujos Estados tinham sido recentemente anexados, continuaram a ir para os campos do Gulag, assim como membros ou simpatizantes das guerrilhas nacionais anti-alemãs e anti-soviéticas que permaneceram no território oeste da União Soviética até o final da década de 1940. Juntaram-se a centenas de milhares de prisioneiros alemães e japoneses. Além disso, entre 1948 e 1949, uma onda de detenções bateu vários ex-detentos, transferidos para os campos, ou mesmo filhos de vítimas dos expurgos de 1937, deportados ao seu tempo.
O Terror da polícia secreta continuou no período pós-guerra. Embora nada comparável a 1937, aconteceu mais uma vez, houve muitos expurgos menores, incluindo um expurgo em massa do aparato partidário georgiano entre 1951-1952. A paranóia de Stalin em seus últimos anos piorou quando ele começou a sofrer dos efeitos da arteriosclerose.
Tendo promovido o surgimento do Estado de Israel (1948-1949), a URSS voltou-se brutalmente em uma luta contra os judeus em uma campanha "antissionista" e "anticosmopolitana" tomou medidas nitidamente antissemitas em todo o bloco soviético. Stalin estava pronto para reviver a campanha anti-semita pelo "complô dos médicos" (13 de Janeiro de 1953), quando a morte o surpreendeu.

## A morte de Stalin e a “desestalinização”
Finalmente, Stalin sofreu um derrame em 3 de março de 1953 e morreu dois dias depois, na preparação de um novo expurgo (Complô dos Médicos), em especial na eliminação do delegado de polícia, Lavrenti Beria. Em sua morte, foi dito que sua eliminação foi planejada pelo Politburo inteiro.
Após a morte de Stalin, foi restabelecida uma liderança coletiva. As primeiras medidas de liberalização foram devidas, paradoxalmente, a Beria: decidiu a liberação dos médicos e da reabilitação das vítimas judias do suposto complô e liberou um milhão de prisioneiros dos Gulags, mas foi demitido, preso (junho de 1953) e fuzilado (dezembro de 1953), por decisão de seus colegas.
Tendo chegado ao poder, gradualmente, Nikita Khrushchev relançou algumas medidas de liberalização política, ou seja, a "desestalinização". Seu discurso no XX Congresso do Partido Comunista da União Soviética de 25 de Fevereiro de 1956, denunciou o culto à personalidade de Stalin, as violações da legalidade socialista e parte dos crimes de Stalin, na verdade, especialmente os frequentes expurgos que desestabilizaram o sistema periodicamente e fizeram com que os burocratas e os próprios líderes vivessem aterrorizados. Os sobreviventes da ditadura foram gradualmente liberados dos gulags e milhares de reabilitações foram pronunciadas. Em 1961, o corpo embalsamado de Stalin foi removido do Mausoléu de Lenin. As leis mais repressivas foram abolidas, o estado policial que deixou o terror em massa foi trocado por uma repressão mais específica e seletiva. Além disso, Kruchev introduziu reformas econômicas que restauraram elementos da economia de mercado dentro do sistema planejado e reforçou a autonomia dos gestores da fábrica.